# 1982年沖縄県知事選挙
1982年沖縄県知事選挙（1982ねんおきなわけんちじせんきょ）は、沖縄県の執行機関である沖縄県知事を選出するため、1982年（昭和57年）11月14日に投票が行われた選挙である。

## 概要
西銘順治知事の任期満了に伴う知事選挙である。
選挙は保守系の現職で再選を目指す西銘順治と革新陣営が擁立した元参院議員喜屋武眞榮との保革一騎討ちとなった。
選挙の結果、現職の西銘順治が1万3315票差をつけて再選された。
また、喜屋武の参院議員辞職に伴い参議院沖縄県選挙区の補欠選挙も同時に行われ、自民党公認で元衆院議員の大城真順が、革新統一候補で沖縄社会大衆党副委員長の仲本安一と前沖縄県副知事で弁護士の宮里松正を破り当選を果たした。

## 選挙日程及び有権者数
- 告示：1982年（昭和57年）10月20日
- 投票日：1982年（昭和57年）11月14日
- 投票日当日の有権者数

男性：名
女性：名

## 候補者
立候補者は以下の2名である。
| 候補者名   | 年齢 | 所属党派           | 新旧 | 推薦・支持党派 | 職業       |
| ---------- | ---- | ------------------ | ---- | -------------- | ---------- |
| 西銘順治   | 61   | 無所属             | 現職 |                | 沖縄県知事 |
| 喜屋武眞榮 | 70   | 知事選革新共闘会議 | 新人 |                | 元参院議員 |

## 選挙結果
保守系の現職西銘が、革新共闘会議の喜屋武を接戦の末に下し再選を果たした。喜屋武は西銘に13315票差まで迫ったが及ばなかった。投票率は前回選挙時を僅かに上回った。
※当日有権者数：,人 最終投票率：81.72%（前回比：+0.79pts）
| 候補者名   | 年齢 | 所属党派           | 新旧別 | 得票数    | 得票率 | 推薦・支持 |
| ---------- | ---- | ------------------ | ------ | --------- | ------ | ---------- |
| 西銘順治   | 61   | 無所属             | 現     | 299,022票 | 51.14% |            |
| 喜屋武眞榮 | 70   | 知事選革新共闘会議 | 新     | 285,707票 | 48.86% |            |